# Bolletjesraket
De bolletjesraket (Rapistrum rugosum) is een kruidachtige plant uit de kruisbloemenfamilie (Cruciferae oftewel Brassicaceae).
De 30-90 cm hoge plant is sterk vertakt. De bladen variëren sterk. De onderste bladen zijn veervormig ingesneden tot gelobd, de bovenste bladeren zijn vaak alleen getand.
De plant bloeit van mei tot oktober. De lichtgele bloemen staan gegroepeerd aan het uiteinde van de stengels. De kroonbladen zijn 0,6-1 cm lang.
De 0,5-1 cm lange hauwtjes zijn onderaan smal, en verbreden zich dan tot een bolletje (hieraan ontleent de plant haar Nederlandse naam). Het bolletje versmalt in een lange stijl. Het bolletje is licht geribd.

## Ecologischeaspecten
Er zijn enkele bladmineerders die op deze plant leven, waaronder Plutella xylostella.

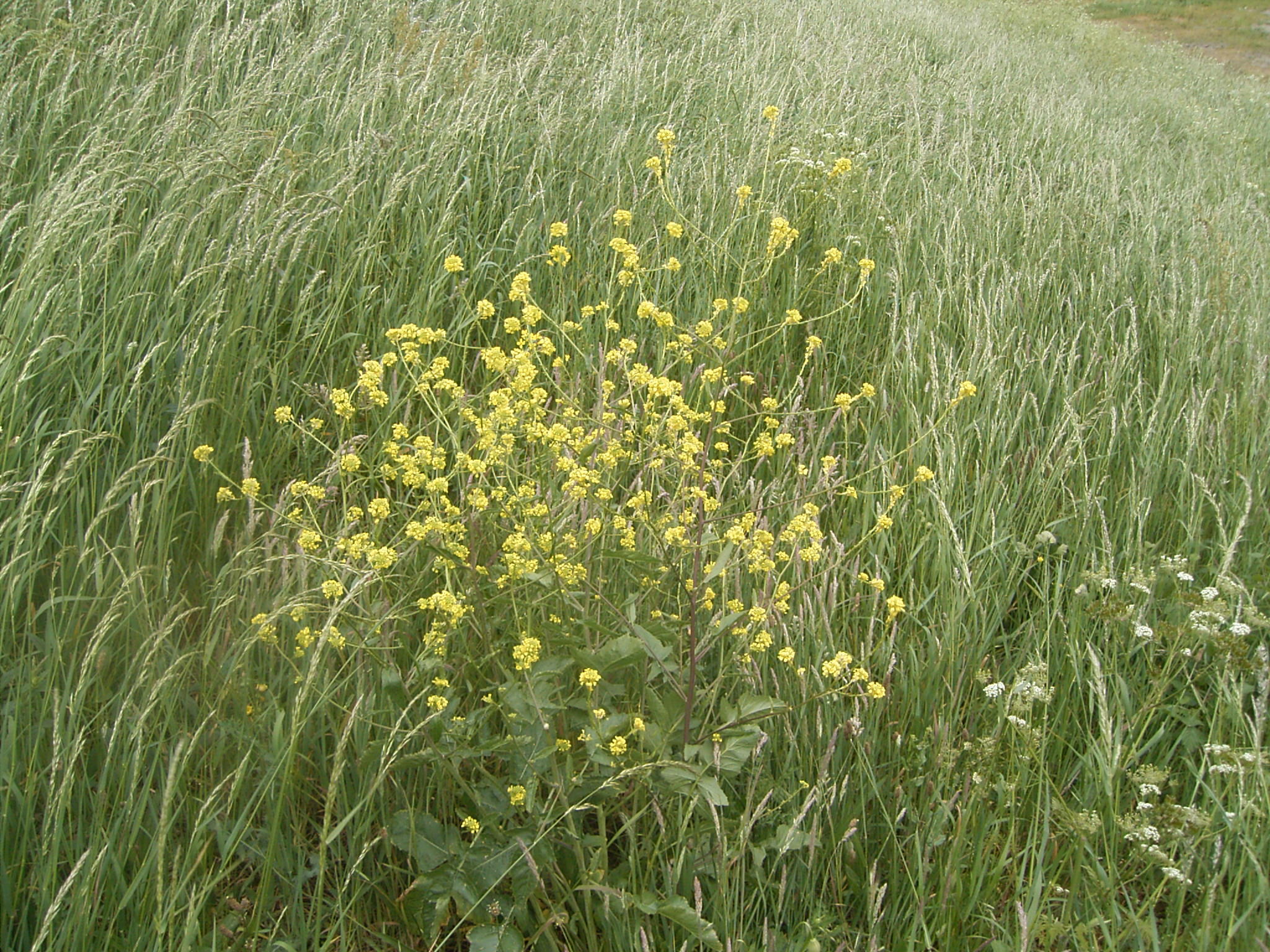
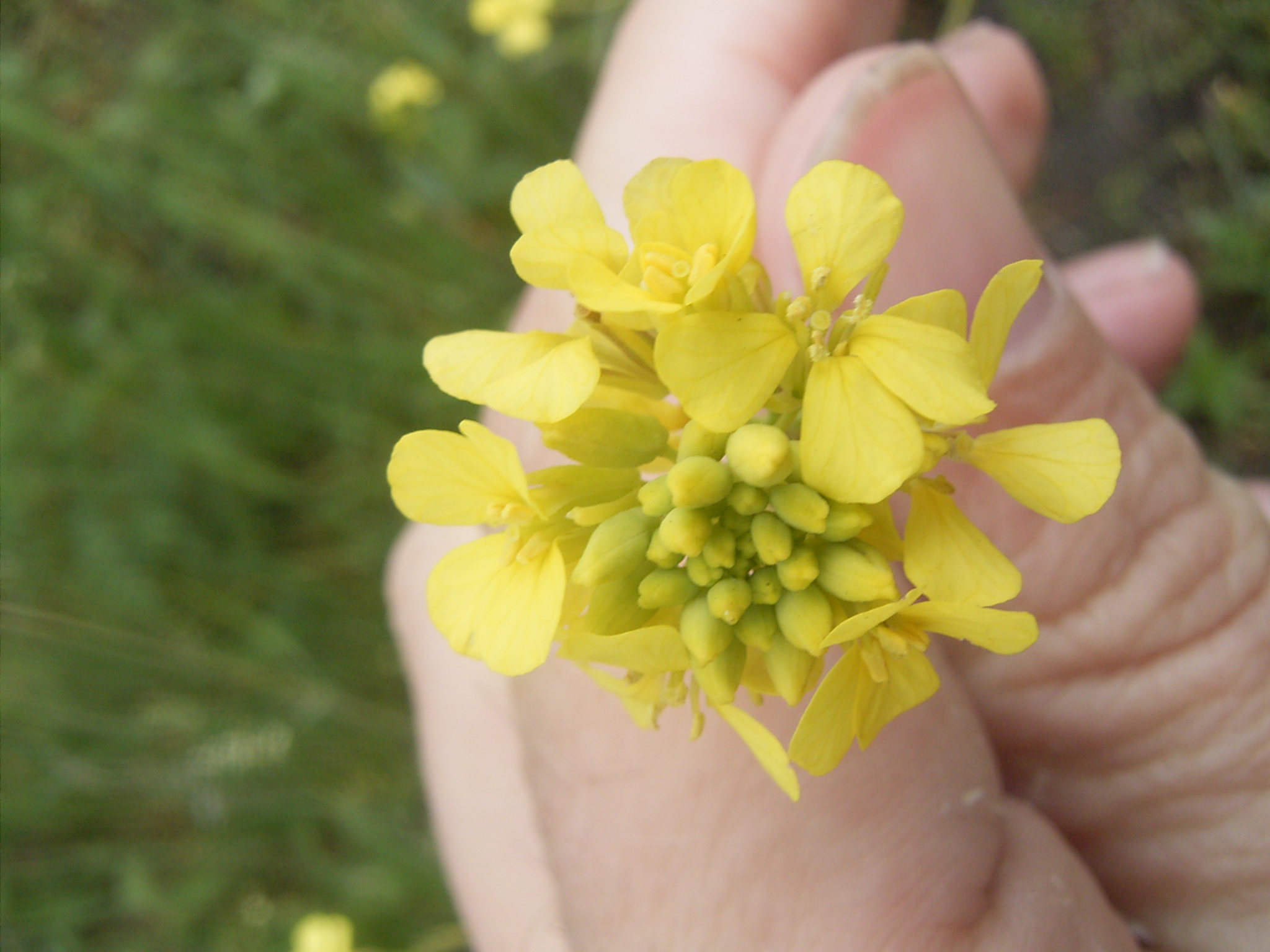